# Comuna Șieu-Măgheruș, Bistrița-Năsăud
Șieu-Măgheruș (în maghiară Sajómagyarós, în germană Ungersdorf) este o comună în județul Bistrița-Năsăud, Transilvania, România, formată din satele Arcalia, Chintelnic, Crainimăt, Podirei, Sărățel, Șieu-Măgheruș (reședința) și Valea Măgherușului.

## Demografie
Componența etnică a comunei Șieu-Măgheruș
     Români (85,42%)
     Romi (7,22%)
     Alte etnii (0,59%)
     Necunoscută (6,76%)
Componența confesională a comunei Șieu-Măgheruș
     Ortodocși (77,67%)
     Penticostali (11,89%)
     Alte religii (3,35%)
     Necunoscută (7,09%)
Conform recensământului efectuat în 2021, populația comunei Șieu-Măgheruș se ridică la 4.540 de locuitori, în creștere față de recensământul anterior din 2011, când fuseseră înregistrați 3.756 de locuitori. Majoritatea locuitorilor sunt români (85,42%), cu o minoritate de romi (7,22%), iar pentru 6,76% nu se cunoaște apartenența etnică. Din punct de vedere confesional, majoritatea locuitorilor sunt ortodocși (77,67%), cu o minoritate de penticostali (11,89%), iar pentru 7,09% nu se cunoaște apartenența confesională.

## Politică și administrație
Comuna Șieu-Măgheruș este administrată de un primar și un consiliu local compus din 13 consilieri. Primarul, Sorin-Aurel Mititean[*], de la Partidul Național Liberal, este în funcție din 2004. Începând cu alegerile locale din 2024, consiliul local are următoarea componență pe partide politice:
|  | Partid                          | Consilieri | Componența Consiliului | Componența Consiliului | Componența Consiliului | Componența Consiliului | Componența Consiliului | Componența Consiliului | Componența Consiliului | Componența Consiliului |
|  | ------------------------------- | ---------- | ---------------------- | ---------------------- | ---------------------- | ---------------------- | ---------------------- | ---------------------- | ---------------------- | ---------------------- |
|  | Partidul Național Liberal       | 8          |                        |                        |                        |                        |                        |                        |                        |                        |
|  | Alianța pentru Unirea Românilor | 2          |                        |                        |                        |                        |                        |                        |                        |                        |
|  | Partidul Social Democrat        | 2          |                        |                        |                        |                        |                        |                        |                        |                        |
|  | Uniunea Salvați România         | 1          |                        |                        |                        |                        |                        |                        |                        |                        |

## Atracții turistice

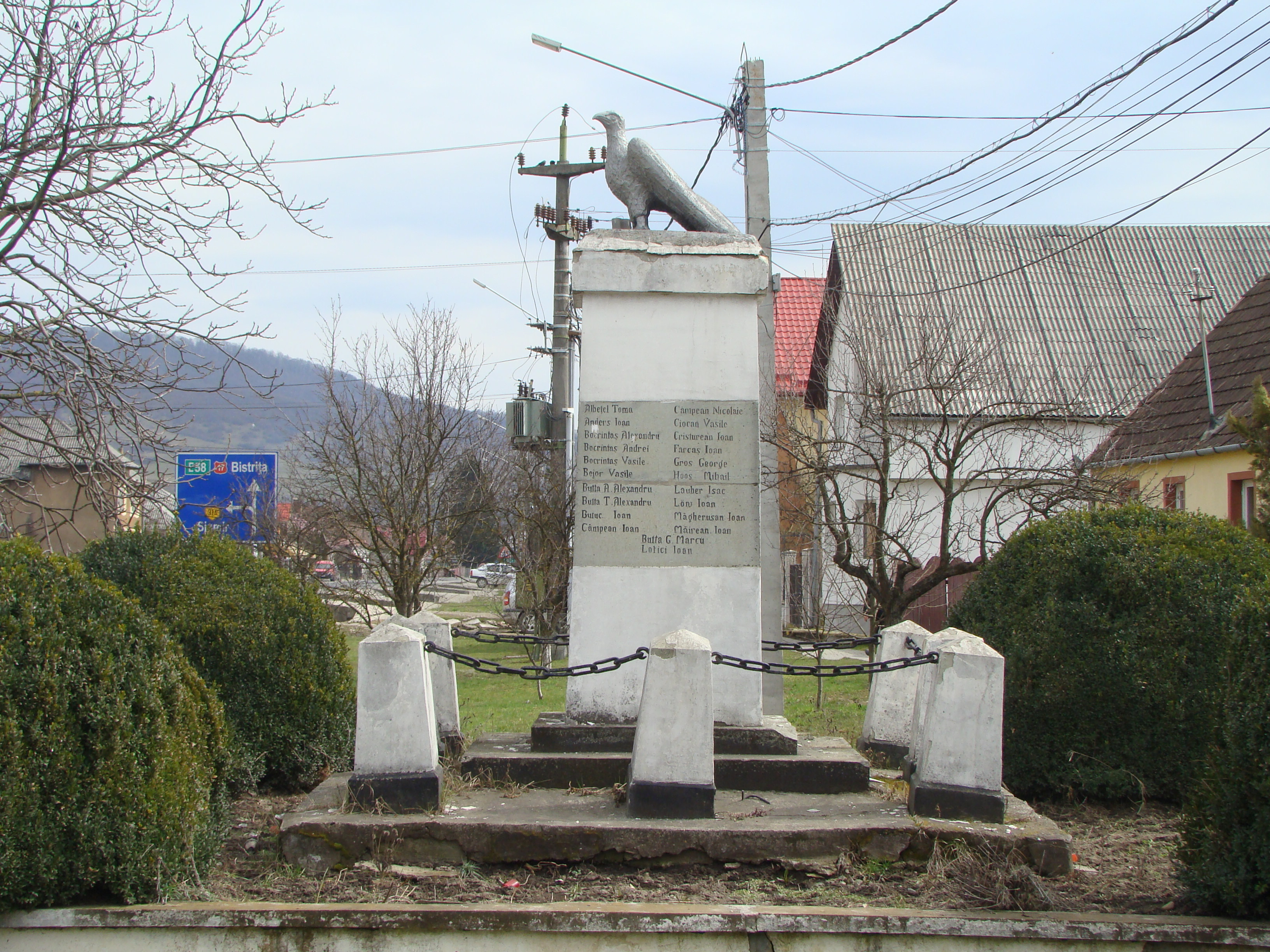
Monumentul Eroilor din satul Șieu-Măgheruș

- Biserica ortodoxă "Sfântul Dimitrie" (fostă biserică evanghelică) din satul Crainimăt, construcție secolul al XVI-lea, monument istoric
- Biserica de lemn "Sfântul Dimitrie" din satul Arcalia
- Biserica evanghelică din Arcalia, monument istoric
- Castelul "Bethlen" din Arcalia, astăzi clădirea găzduiește Centrul Regional al Francofoniei aparținând Universității Babeș-Bolyai din Cluj Napoca
- Castelul "Rákóczi" din satul Șieu-Măgheruș
- Parcul dendrologic din satul Arcalia
- Rezervația naturală "Masivul de sare de la Sărățel" (5 ha)
- Monumentul Eroilor din satul Chintelnic
- Monumentul Eroilor din satul Șieu-Măgheruș

## Personalități născute aici
- Ioan Cherteș (1911 - 1992), episcop.